# Dubnium
Dubnium is een scheikundig element met symbool Db en atoomnummer 105. Het is een vermoedelijk grijs of zilverkleurig overgangsmetaal.

## Ontdekking
Dubnium is ontdekt in 1967 door onderzoekers van het Gezamenlijk Instituut voor Kernonderzoek in Doebna. Door americium-243 te beschieten met neon-22 ontstond er een element met 105 protonen.
{\displaystyle {\ce {^{243}_{95}Am + ^{22}_{10}Ne -> ^{260}_{105}Db + 5^1_0n}}}
In 1970 werd de ontdekking bevestigd door een Amerikaans team onder leiding van Albert Ghiorso aan de Universiteit van Californië, Berkeley met een andere synthese door beschieting van californium-249 met stikstof-15:
{\displaystyle {\ce {^{249}_{98}Cf + ^{15}_{7}N -> ^{260}_{105}Db + 4^1_0n}}}
Over de naamgeving heeft enige tijd onduidelijkheid bestaan. De Amerikaanse en West-Europese wetenschappers opperden de naam hahnium en symbool Ha (naar de Duitse wetenschapper Otto Hahn), terwijl de Russische onderzoekers het op Dubnium hielden. Als tijdelijke naam is toen voor unnilpentium (symbool Unp) gekozen en in 1997 is door het IUPAC de naam dubnium aangenomen, naar de plaats Doebna, Дубна van het onderzoeksinstituut waar dubnium voor het eerst in geproduceerd.

## Toepassingen
Van dubnium zijn geen toepassingen bekend.

## Opmerkelijke eigenschappen
Over de chemische en fysische eigenschappen van dubnium is nauwelijks iets bekend. Vermoedelijk vertoont het overeenkomsten met tantalium, het buurelement in groep 5 van het periodiek systeem.

## Verschijning
Op aarde komt dubnium niet in de vrije natuur voor.

## Isotopen
| Stabielste isotopen | Stabielste isotopen | Stabielste isotopen | Stabielste isotopen | Stabielste isotopen | Stabielste isotopen |
| Iso                 | RA (%)              | Halveringstijd      | VV                  | VE (MeV)            | VP                  |
| ------------------- | ------------------- | ------------------- | ------------------- | ------------------- | ------------------- |
| 262Db               | syn                 | 34 s                | α                   | 9,210               | 258No               |
| 268Db               | syn                 | 32 u                | α                   |                     |                     |

Er zijn acht dubniumisotopen bekend. De meest stabiele isotoop is 268Db met een halveringstijd van 32 uur. De overige isotopen vervallen nog sneller. De isotopen vervallen naar lawrencium.

## Toxicologie en veiligheid
Over de toxicologie van dubnium is niets bekend.